# TOP gogo (mùa 2)
TOP gogo, mùa 2 là mùa thứ hai của Top gogo. Chương trình được công chiếu vào ngày 24 tháng 1 năm 2013 trên kênh Rustavi 2 với 19 thí sinh được chọn để cạnh tranh cho chương trình. Chương trình được host bởi người mẫu kiêm quản lí công ty người mẫu Look Models Nino Tskitishvili cùng với ban giám khảo bao gồm nhiếp ảnh gia Sashà Prishvin.
Trái ngược với mùa đầu tiên, casting được tổ chức tại các quốc gia của Liên Xô cũ (Belarus, Latvia, Kazakhstan, Nga và Ukraine). Các giám khảo liên lạc với các thí sinh trong tiếng Nga và được phụ đề trong tiếng Georgia.
Điểm đến quốc tế của mùa này là Hurghada dành cho top 6.
Sau khi cuộc thi chỉ còn lại top 3 thí sinh cuối cùng, chương trình đã tạm ngừng phát sóng cho tới khi tập cuối cùng được phát sóng vào ngày 26 tháng 8.
Người chiến thắng trong cuộc thi mùa này là Alisa Kuzmina, 22 tuổi từ St. Petersburg, Nga. Cô đã nhận được các giải thưởng là:
- 1 hợp đồng người mẫu với Look Models trong 3 năm
- 1 hợp đồng người mẫu với Das Models Milano ở Milan trong 1 năm
- 1 chiếc xe Mazda mới
- 1 tháng sử dụng kính mắt cùng với các dịch vụ chăm sóc sắc đẹp và phòng khám
- Sẽ được xây dựng hồ sơ người mẫu chuyên nghiệp từ Leko Studio
- Giải thưởng tiền mặt từ VTB

## Các thí sinh
(Tuổi tính từ ngày dự thi)
| Đến từ     | Thí sinh          | Thí sinh            | Tuổi | Chiều cao               | Quê quán        | Bị loại ở | Hạng               |
| ---------- | ----------------- | ------------------- | ---- | ----------------------- | --------------- | --------- | ------------------ |
| Gruzia     | მარიამ კაცაძე     | Mariam Katsadze     | 22   | 180 cm (5 ft 11 in)     | Tbilisi         | Tập 4     | 19                 |
| Ukraina    | ტანია ლოტა        | Tanya Lauta         | 22   | 174 cm (5 ft 8+1⁄2 in)  | Kiev            | Tập 5     | 18 (dừng cuộc thi) |
| Gruzia     | ნუკი ჩიხლაძე      | Nuki Chikhladze     | 24   | 170 cm (5 ft 7 in)      | Tbilisi         | Tập 6     | 17                 |
| Gruzia     | ლილე სააკაშვილი   | Lile Sakhelashvili  | 20   | 175 cm (5 ft 9 in)      | Tbilisi         | Tập 7     | 16                 |
| Gruzia     | სოფო ცისკარიშვილი | Sopo Tsiskarishvili | 21   | 175 cm (5 ft 9 in)      | Tbilisi         | Tập 8     | 15                 |
| Gruzia     | ელენე მელაძე      | Elene Meladze       | 21   | 172 cm (5 ft 7+1⁄2 in)  | Tbilisi         | Tập 9     | 14                 |
| Belarus    | მაშა იაკოვენკო    | Masha Yakovenko     | 21   | 179 cm (5 ft 10+1⁄2 in) | Minsk           | Tập 10    | 13                 |
| Ukraina    | იულია ლუცივ       | Yulia Lutsiv        | 22   | 175 cm (5 ft 9 in)      | Kryvyi Rih      | Tập 11    | 12 (dừng cuộc thi) |
| Ukraina    | მარია ნაუმვა      | Maria Naumova       | 23   | 180 cm (5 ft 11 in)     | Kiev            | Tập 12    | 11                 |
| Gruzia     | ელენე იმერლიშვილი | Elene Imerlishvili  | 21   | 172 cm (5 ft 7+1⁄2 in)  | Gori            | Tập 14    | 10-9               |
| Gruzia     | ლილო იაკობიძე     | Lilu Iakobidze      | 20   | 180 cm (5 ft 11 in)     | Dedoplistsqaro  | Tập 14    | 10-9               |
| Nga        | იულია მიხაილოვნა  | Yulia Mikhailovna   | 24   | 178 cm (5 ft 10 in)     | Tyumen          | Tập 16    | 8                  |
| Kazakhstan | აზიზა უმარზანოვა  | Aziza Umerzhanova   | 19   | 172 cm (5 ft 7+1⁄2 in)  | Aktobe          | Tập 18    | 7                  |
| Gruzia     | ეკა ოქროპირიძე    | Eko Oqropiridze     | 20   | 175 cm (5 ft 9 in)      | Poti            | Tập 21    | 6                  |
| Gruzia     | საკო წოწორია      | Sako Tsotsoria      | 21   | 171 cm (5 ft 7+1⁄2 in)  | Tbilisi         | Tập 23    | 5                  |
| Latvia     | ევია ველისტერე    | Evija Vilistere     | 24   | 185 cm (6 ft 1 in)      | Riga            | Tập 24    | 4                  |
| Gruzia     | ელენა ფილიევა     | Elena Filieva       | 22   | 170 cm (5 ft 7 in)      | Tbilisi         | Tập 25    | 3-2                |
| Gruzia     | ტატაკო ხურცილავა  | Tatako Khurtsilava  | 24   | 178 cm (5 ft 10 in)     | Batumi          | Tập 25    | 3-2                |
| Nga        | ალისა კუზინი      | Alisa Kuzmina       | 22   | 175 cm (5 ft 9 in)      | Sankt-Peterburg | Tập 25    | 1                  |

## Thứ tự gọi tên
| 1  | Alisa    | Yulia L. | Aziza    | Elene M. | Sako     | Yulia L.                                                                   | Evija    | Elena    | Aziza Elena Elene I. Evija Lilu Sako Tatako Yulia M. | Elene I.       | Tatako        | Evija    | Tatako   | Eko    | Tatako | Elena  | Alisa  | Alisa        |  |  |  |  |  |
| 2  | Yulia L. | Tatako   | Evija    | Yulia L. | Aziza    | Sako                                                                       | Alisa    | Maria    | Aziza Elena Elene I. Evija Lilu Sako Tatako Yulia M. | Elena          | Sako          | Tatako   | Sako     | Tatako | Elena  | Tatako | Elena  | Elena Tatako |  |  |  |  |  |
| 3  | Sako     | Evija    | Tatako   | Evija    | Yulia L. | Alisa Aziza Elena Elene I. Elene M. Evija Lilu Maria Masha Tatako Yulia M. | Sako     | Aziza    | Aziza Elena Elene I. Evija Lilu Sako Tatako Yulia M. | Alisa          | Aziza         | Elena    | Evija    | Evija  | Evija  | Alisa  | Tatako | Elena Tatako |  |  |  |  |  |
| 4  | Lilu     | Sako     | Alisa    | Lilu     | Alisa    | Alisa Aziza Elena Elene I. Elene M. Evija Lilu Maria Masha Tatako Yulia M. | Maria    | Tatako   | Aziza Elena Elene I. Evija Lilu Sako Tatako Yulia M. | Tatako         | Evija         | Eko      | Elena    | Elena  | Alisa  | Evija  | Evija  |              |  |  |  |  |  |
| 5  | Sopo     | Tanya    | Elena    | Tatako   | Masha    | Alisa Aziza Elena Elene I. Elene M. Evija Lilu Maria Masha Tatako Yulia M. | Tatako   | Evija    | Aziza Elena Elene I. Evija Lilu Sako Tatako Yulia M. | Sako           | Elena         | Aziza    | Eko      | Alisa  | Sako   | Sako   |        |              |  |  |  |  |  |
| 6  | Elena    | Masha    | Masha    | Sopo     | Tatako   | Alisa Aziza Elena Elene I. Elene M. Evija Lilu Maria Masha Tatako Yulia M. | Yulia L. | Sako     | Aziza Elena Elene I. Evija Lilu Sako Tatako Yulia M. | Evija          | Alisa         | Alisa    | Alisa    | Sako   | Eko    |        |        |              |  |  |  |  |  |
| 7  | Tatako   | Elene I. | Elene I. | Maria    | Elene I. | Alisa Aziza Elena Elene I. Elene M. Evija Lilu Maria Masha Tatako Yulia M. | Yulia M. | Elene I. | Aziza Elena Elene I. Evija Lilu Sako Tatako Yulia M. | Lilu           | Yulia M.      | Sako     | Aziza    | Aziza  |        |        |        |              |  |  |  |  |  |
| 8  | Yulia M. | Sopo     | Yulia L. | Sako     | Maria    | Alisa Aziza Elena Elene I. Elene M. Evija Lilu Maria Masha Tatako Yulia M. | Aziza    | Yulia M. | Aziza Elena Elene I. Evija Lilu Sako Tatako Yulia M. | Aziza Yulia M. | Elene I. Lilu | Yulia M. | Yulia M. |        |        |        |        |              |  |  |  |  |  |
| 9  | Tanya    | Aziza    | Lilu     | Masha    | Yulia M. | Alisa Aziza Elena Elene I. Elene M. Evija Lilu Maria Masha Tatako Yulia M. | Elena    | Alisa    | Alisa                                                | Aziza Yulia M. | Elene I. Lilu |          |          |        |        |        |        |              |  |  |  |  |  |
| 10 | Nuki     | Lilu     | Sako     | Elene I. | Evija    | Alisa Aziza Elena Elene I. Elene M. Evija Lilu Maria Masha Tatako Yulia M. | Masha    | Yulia L. | Maria                                                |                |               |          |          |        |        |        |        |              |  |  |  |  |  |
| 11 | Maria    | Maria    | Sopo     | Aziza    | Elena    | Alisa Aziza Elena Elene I. Elene M. Evija Lilu Maria Masha Tatako Yulia M. | Lilu     | Lilu     | Yulia L.                                             |                |               |          |          |        |        |        |        |              |  |  |  |  |  |
| 12 | Evija    | Alisa    | Lile     | Alisa    | Lilu     | Alisa Aziza Elena Elene I. Elene M. Evija Lilu Maria Masha Tatako Yulia M. | Elene I. | Masha    |                                                      |                |               |          |          |        |        |        |        |              |  |  |  |  |  |
| 13 | Aziza    | Elena    | Yulia M. | Yulia M. | Elene M. | Alisa Aziza Elena Elene I. Elene M. Evija Lilu Maria Masha Tatako Yulia M. | Elene M. |          |                                                      |                |               |          |          |        |        |        |        |              |  |  |  |  |  |
| 14 | Elene I. | Lile     | Elene M. | Elena    | Sopo     | Sopo                                                                       |          |          |                                                      |                |               |          |          |        |        |        |        |              |  |  |  |  |  |
| 15 | Mariam   | Nuki     | Nuki     | Lile     | Lile     |                                                                            |          |          |                                                      |                |               |          |          |        |        |        |        |              |  |  |  |  |  |
| 16 | Lile     | Yulia M. | Maria    | Nuki     |          |                                                                            |          |          |                                                      |                |               |          |          |        |        |        |        |              |  |  |  |  |  |
| 17 | Masha    | Elene M. | Tanya    |          |          |                                                                            |          |          |                                                      |                |               |          |          |        |        |        |        |              |  |  |  |  |  |
| 18 | Elene M. | Mariam   |          |          |          |                                                                            |          |          |                                                      |                |               |          |          |        |        |        |        |              |  |  |  |  |  |
| 19 | Eko      |          |          |          |          |                                                                            |          |          |                                                      |                |               |          |          |        |        |        |        |              |  |  |  |  |  |

     Thí sinh bị loại
     Thí sinh dừng cuộc thi
     Thí sinh ban đầu bị loại nhưng được an toàn
     Thí sinh được miễn loại
     Thí sinh không bị loại khi rơi vào cuối bảng
     Thí sinh chiến thắng cuộc thi
- Trong các tập 1, 2, 11, 17, 19, 20, và 22, không có ai bị loại.
- Trong tập 1 và 2, các cô gái nước ngoài đã được giới thiệu trước rồi mới tập trung vào các cô gái từ Gruzia.
- Trong tập 5, Tanya đã quyết định dừng cuộc thi vì lý do cá nhân.
- Trong tập 6, Nino đã tiết lộ rằng Maria, người đã bị loại trong tập trước, vẫn sẽ được ở lại vì Tanya dừng cuộc thi.
- Trong tập 8, chỉ có top 2 và cô gái bị loại được công bố.
- Trong tập 11, Yulia L. dừng cuộc thi sau khi Masha bị loại, người mà cô đã ở cuối bảng. Vào cuối tập, Alisa và Maria đã bị các thí sinh khác đề cử vào vòng đấu loại.
- Trong tập 12, các giám khảo chỉ phải quyết định ai sẽ cứu giữa Alisa và Maria.
- Vào cuối tập 14, Eko được quay lại cuộc thi.
- Trong tập 15, Yulia M. ban đầu đã bị loại nhưng cô ấy đã được cứu bởi việc loại bỏ kép lần trước.
- Việc loại trừ trong tập 23 dựa trên phần thể hiện của các cô gái trong tập 22.
- Việc loại trừ trong tập 24 dựa trên cả màn trình diễn của các cô gái trong tập 23 và tập 24.

### Buổi chụp hình
- Tập 3: Ảnh chân dung cảm xúc
- Tập 4: Bà nội trợ thanh lịch của những năm 1940
- Tập 5: Ma cà rồng quyến rũ trong mỏ đá
- Tập 6: Thời trang thể thao cho Sport-Saller
- Tập 7: Trình diễn thời trang cho nhà thiết kế Lako Bukia
- Tập 8: Phụ nữ thời xưa theo cặp và với người mẫu nam
- Tập 9: Ảnh chân dung thời trang thập niên 1960 trong tiệm salon
- Tập 10: Ảnh chân dung với trang sức khi đang chảy máu
- Tập 12: Đồ lót
- Tập 14: Trình diễn thời trang
- Tập 15: Công chúa trong cung điện
- Tập 16: Tạo dáng trên thuyền ở hồ
- Tập 18: Quảng cáo cà phê Campy
- Tập 21: Trang biên tập cho tạp chí Beau Monde
- Tập 22: Mối tình tay ba ở bể bơi; Nổi trên hồ bơi với vải
- Tập 23: Ảnh chân dung thấu kính; Những cô gái rửa xe quyến rũ
- Tập 24: Tạo dáng với hành lý